# Mauro Borges Lemos
Mauro Borges Lemos (Cássia, 23 de abril de 1954) es un economista y político brasileño. Fue ministro de Desarrollo, Industria y Comercio Exterior (MDIC) en 2014, en el Gobierno de Dilma Rousseff.

## Biografía
Doctor en Economía por la Universidad de Londres, hizo el posdoctorado en la Universidad de Illinois y en la Universidad de París. Colaboró con entidades como Coordinación de Perfeccionamiento de Personal de Nivel Superior (Capes), el Consejo Nacional de Desarrollo Científico y Tecnológico (CNPq), la Fundación de Amparo a la Investigación del Estado de São Paulo (Fapesp), la Fundación de Amparo a la Investigación del Estado de Minas Generales (Fapemig) y la Financiadora de Estudios y Proyectos (Finep), actuando como investigador y consultor técnico.

## Trayectoria
En 2011, asumió la presidencia de la Agencia Brasileña de Desarrollo Industrial (ABDI). En su gestión, implantó el Plan Brasil Mayor y el programa Innovar Auto, de incentivos a la industria automovilística.
Asumió el mando del Ministerio del Desarrollo, Industria y Comercio Exterior (MDIC) en 2014, sustituyendo el ministro Fernando Pimentel. Permaneció en el cargo hasta el fin del primer mandato de la presidenta Dilma Rousseff, siendo sustituido en 2015 por Armando Monteiro. Es el actual presidente de la Compañía Energética de Minas Generales (CEMIG), nombrado por el entonces gobernador de Minas, Fernando Pimentel.

## Sospechosas de corrupción
En mayo de 2016, fue denunciado por el Ministerio Público Federal en la llamada Operación Acrônimo, juntamente con el gobernador de Minas Fernando Pimentel, y los empresarios Carlos Alberto de Oliveira Andrade y Benedito Rodrigues de Olivo Neto, Bené, Otílio Prado, Fábio Mello y Antônio dos Santos Maciel Neto.